# بولنژان
شهر بولنژان یا به آلمانی بولینگن در شهرستان ورویه در استان لیژ در منطقه والونی در کشور بلژیک واقع شده‌است. این شهر بزرگترین شهر آلمانی نشین بلژیک است.